# Saint-Sernin, Ardèche

Saint-Sernin este o comună în departamentul Ardèche din sud-estul Franței. În 1 ianuarie 2022 avea o populație de 1.842 de locuitori.